# Pelican Rapids
Pelican Rapids är en ort i Otter Tail County i Minnesota, USA.